# Inside the Electric Circus
Inside the Electric Circus ist der Titel des im Oktober 1986 veröffentlichten dritten Studioalbums der US-amerikanischen Heavy-Metal-Band W.A.S.P. Es ist das erste Album der Gruppe, das von Bandgründer Blackie Lawless allein produziert wurde.

## Hintergrund
W.A.S.P. hatte im September 1985 das von Spencer Proffer produzierte Album The Last Command veröffentlicht. Die Lieder des Albums waren in einer zeitgenössischen Rezension des  Magazins Rock Hard als „hundertprozentige Mainstream-Tracks, die auch einem Nicht-Heavy-Fan gefallen müßten“ beschrieben. Der „einzige Lichtblick“ sei „der relativ gute Opener“ Wild Child. Metal Hammer bescheinigte dem Album „Mittelmaß,“ billigte der Gruppe jedoch zu, dass „da noch etwas zu machen“ sei, wenn sie es schaffe, sich „aus dem Sumpf der Gag-Bands und totalen Fan-Verarscher herauszuarbeiten“. Im Juni 1986 hatte Rhythmusgitarrist Randy Piper die Band verlassen. Blackie Lawless, der bis dahin den Bass gespielt hatte, übernahm dessen Part, während als Ersatz für Piper der Bassist Johnny Rod (King Kobra) zur Band stieß.
Für das Nachfolgealbum buchte die Band das Tonstudio “The Pasha Music House” in der Melrose Avenue in Los Angeles. Während das Schlagzeug auf herkömmliche Art und Weise auf 2-Zoll-Tonbändern aufgenommen wurde, wurde der Rest digital aufgenommen, um Direct Metal Mastering zu ermöglichen. Die Band benötigte knapp drei Monate für die Aufnahmen, die Produktion übernahm Bandgründer Blackie Lawless.
Neben den für das Album geschriebenen eigenen Liedern wurden zwei Coverversionen fremder Songs aufgenommen, die zunächst als Titel für die B-Seite möglicher Singles gedacht waren: Das von Ken Hensley geschriebene Easy Livin’ von Uriah Heep sowie das von Nickolas Ashford, Valerie Simpson und Jo Armstead geschriebene I Don’t Need no Doctor, mit dem Ray Charles 1966 einen Hit hatte. Später entschied Lawless, beide Lieder als Teil des Albums zu veröffentlichen.
Das Cover der Schallplatte zeigt Sänger und Gitarrist Blackie Lawless in einem Käfig. Für dieses Bild ließ er sich nackt und mit einem Bodypainting bemalt fotografieren. Das Fotoshooting kostete 22.000 US-Dollar; allein das Aufbringen des Make-ups nahm neuneinhalb Stunden in Anspruch.
Das Album erschien im Oktober 1986 als Schallplatte und Musikkassette, die Veröffentlichung auf Compact Disc|CD sollte ursprünglich kurze Zeit später folgen. Tatsächlich erschien die CD erstmals 1994. Unmittelbar nach der Veröffentlichung ging die Gruppe zusammen mit der aus Deutschland stammenden Heavy-Metal-Band Warlock in Großbritannien auf Tournee, wo sie bei acht Konzerten auftrat. In Deutschland wurde die Platte im Rahmen der Iron-Maiden-Tournee vorgestellt, während der W.A.S.P. zwischen dem 20. November und dem 12. Dezember 1986 als Vorgruppe auftraten.

### Singles
Als einzige Single wurde 9.5.-Nasty ausgekoppelt, die B-Seite dieser Single war Easy Livin’. Die Maxisingle enthielt zusätzlich das bis dahin unveröffentlichte Lied Flesh and Fire.

### Wiederveröffentlichungen
Die erste Neuauflage von 1997 erschien ausschließlich auf CD und bot mit Flesh and Fire und D.B. Blues zwei Bonustracks, die zuvor nur als Single-B-Seite erschienen waren. Eine auf 1.000 Exemplare limitierte und handnummerierte Doppel-LP auf orangefarbenem Vinyl wurde 2003 von dem auf Reissues spezialisierten schwedischen Label Vinyl Maniacs herausgebracht. 2011 erschien eine als Deluxe-Version bezeichnete Ausgabe im Digipak. Sie enthielt 2 CDs, von denen die erste das Studioalbum mit den 12 Titeln der 1986 veröffentlichten Originalausgabe enthielt, die einem Remastering unterzogen worden war. Bei der zweiten CD handelte es sich um das 1987 erschienene Livealbum Live… In the Raw. Schließlich veröffentlichte das Label Madfish 2012 zwei Varianten der LP (je eine in Blau und Magenta), allerdings ebenfalls ohne die Bonustracks. Die am 10. Mai 2019 veröffentlichte CD-Version umfassts ebenfalls die 12 Titel der Originalausgabe.

## Titelliste
| Nr.          | Titel                                 | Autor(en)                                      | Bemerkungen                       | Länge |
| ------------ | ------------------------------------- | ---------------------------------------------- | --------------------------------- | ----- |
| 1.           | The Big Welcome                       | Blackie Lawless                                |                                   | 1:22  |
| 2.           | Inside the Electric Circus            | Lawless                                        |                                   | 3:33  |
| 3.           | I Don’t Need No Doctor (Coverversion) | Nickolas Ashford, Valerie Simpson, Jo Armstead | Originalversion: Nickolas Ashford | 3:26  |
| 4.           | 9.5.–Nasty                            | Lawless, Chris Holmes                          |                                   | 4:48  |
| 5.           | Restless Gypsy                        | Lawless                                        |                                   | 4:59  |
| 6.           | Shoot From the Hip                    | Lawless                                        |                                   | 4:36  |
| 7.           | I’m Alive                             | Lawless                                        |                                   | 4:22  |
| 8.           | Easy Livin’ (Coverversion)            | Ken Hensley                                    | Originalversion: Uriah Heep       | 3:12  |
| 9.           | Sweet Cheetah                         | Lawless, Holmes                                |                                   | 5:16  |
| 10.          | Mantronic                             | Lawless, Holmes                                |                                   | 4:10  |
| 11.          | King of Sodom and Gomorrah            | Lawless, Holmes                                |                                   | 3:50  |
| 12.          | The Rock Rolls On                     | Lawless                                        |                                   | 3:52  |
| Gesamtlänge: | Gesamtlänge:                          | Gesamtlänge:                                   | Gesamtlänge:                      | 47:57 |

| Nr.          | Titel                                 | Autor(en)                                       | Bemerkungen                  | Länge |
| ------------ | ------------------------------------- | ----------------------------------------------- | ---------------------------- | ----- |
| 1.           | The Big Welcome                       | Blackie Lawless                                 |                              | 1:22  |
| 2.           | Inside the Electric Circus            | Lawless                                         |                              | 3:33  |
| 3.           | I Don’t Need No Doctor (Coverversion) | Nickolas Ashford, Victoria Simpson, Jo Armstead | Originalversion: Ray Charles | 3:26  |
| 4.           | 9.5.–Nasty                            | Lawless, Chris Holmes                           |                              | 4:48  |
| 5.           | Restless Gypsy                        | Lawless                                         |                              | 4:59  |
| 6.           | Shoot From the Hip                    | Lawless                                         |                              | 4:38  |
| 7.           | I’m Alive                             | Lawless                                         |                              | 4:22  |
| 8.           | Easy Livin’ (Coverversion)            | Ken Hensley                                     | Originalversion: Uriah Heep  | 3:12  |
| 9.           | Sweet Cheetah                         | Lawless, Holmes                                 |                              | 5:16  |
| 10.          | Mantronic                             | Lawless, Holmes                                 |                              | 4:10  |
| 11.          | King of Sodom and Gomorrah            | Lawless, Holmes                                 |                              | 3:50  |
| 12.          | The Rock Rolls On                     | Lawless                                         |                              | 3:52  |
| 13.          | Flesh and Fire                        | Lawless                                         |                              | 4:38  |
| 14.          | D.B. Blues                            | Lawless                                         |                              | 3:23  |
| Gesamtlänge: | Gesamtlänge:                          | Gesamtlänge:                                    | Gesamtlänge:                 | 55:58 |

## Rezeption
Das Album erreichte die Musikcharts in Großbritannien (Platz 53) und den USA (Platz 60). Die Single 9.5.-Nasty konnte sich ausschließlich in Großbritannien platzieren und erreichte im Oktober 1986 Position 70 der Singlecharts.